# Dexy Co.
Dexy Co je preduzeće iz Beograda, osnovano 1996. godine. Bavi se uvozom, distribucijom i prodajom igračaka, dečje odeće i opreme za bebe, sa prodajnim mrežom koja obuhvata Srbiju i delove regiona.

## Istorija
Dexy Co je osnovano 1996. godine, sa početnim delovanjem u Srbiji i prodajnim objektima pod nazivom Dexy Co Kids. Takođe razvija brend Dexy Co Baby. Prema podacima iz 2023. godine, preduzeće zapošljava oko 400 radnika i poseduje prodajne objekte u Srbiji i Bosni i Hercegovini, a Internet prodaja obuhvata i Hrvatsku i Sloveniju.

## Spoljašnje veze
- Zvanični veb-sajt